# Milan Kosanovic
Milan Kosanovic (født 14. august 1981) er en serbisk håndboldspiller, der spiller for Viborg HK. Han kom til klubben i 2012. Han har tidligere optrådt for Jugopetrol Zeleznicar Nis (Serbien), Viking Stavanger (Norge), Balingen-Weilstetten (Tyskland), GWD Minden (Tyskland), HC Vardar PRO Skopje (Makedonien), Frigorificos Morazzo (Spanien) og RK Crena Zvezda (Serbien).

## Karriere
Han startede som 14-årig.